# 135
سنة 135 م (بالأرقام الرومانية: CXXXV) كانت سنة بسيطة تبدأ يوم الجمعة (الرابط يظهر نموذج الجدول الزمني الكامل للسنة) من التقويم اليولياني. بدأت تسمية السنة ب135 منذ العصور الوسطى المبكرة، عندما أصبح تقويم أنو دوميني هو الأسلوب السائد في أوروبا لتسمية السنوات.

## مواليد
- هشام بن عمار

## وفيات
- ثاون الأزميري
- شمعون بار كوخبا